# Hong Kong Tennis Open 2023 - Qualificazioni singolare
Le qualificazioni del singolare femminile del Hong Kong Tennis Open 2023 sono state un torneo di tennis preliminare per accedere alla fase finale della manifestazione svolte dal 7 all'8 ottobre 2023. Le vincitrici dell'ultimo turno sono entrate di diritto nel tabellone principale. In caso di ritiro di una o più giocatrici aventi diritto a queste sono subentrati le lucky loser, ossia le giocatrici che hanno perso nell'ultimo turno ma che avevano una classifica più alta rispetto alle altre partecipanti che avevano comunque perso nel turno finale.

## Teste di serie
1. Alina Korneeva (qualificata)
2. Yang Ya-yi (ultimo turno)
3. Dalila Jakupović (ultimo turno)
4. Karman Thandi (primo turno)

1. Daria Saville (qualificata)
2. Sof'ja Lansere (qualificata)
3. Conny Perrin (ultimo turno)
4. Dar'ja Lodikova (ultimo turno)

## Qualificate
1. Alina Korneeva
2. Sof'ja Lansere

1. Daria Saville
2. Anna Danilina

## Tabellone

### Legenda
| - Q = Qualificato - WC = Wild card - LL = Lucky loser | - ALT = Alternate - SE = Special Exempt - PR = Protected Ranking | - w/o = Walkover - r = Ritirato - d = Squalificato |

### Sezione 1
|  | Primo turno | Primo turno      | Primo turno      | Primo turno | Primo turno |  |  | Ultimo turno | Ultimo turno   | Ultimo turno   | Ultimo turno | Ultimo turno |  |
|  |             |                  |                  |             |             |  |  |              |                |                |              |              |  |
|  | 1           | Alina Korneeva   | Alina Korneeva   | 7           | 6           |  |  |              |                |                |              |              |  |
|  |             | Amina Anšba      | Amina Anšba      | 5           | 0           |  |  | 1            | Alina Korneeva | Alina Korneeva | 6            | 6            |  |
|  |             | Ekaterina Jašina | Ekaterina Jašina | 1           | 0           |  |  | 7            | Conny Perrin   | Conny Perrin   | 3            | 4            |  |
|  | 7           | Conny Perrin     | Conny Perrin     | 6           | 6           |  |  |              |                |                |              |              |  |

### Sezione 2
|  | Primo turno | Primo turno    | Primo turno    | Primo turno | Primo turno |  |  | Ultimo turno | Ultimo turno   | Ultimo turno | Ultimo turno | Ultimo turno |  |
|  |             |                |                |             |             |  |  |              |                |              |              |              |  |
|  | 2           | Yang Ya-yi     | Yang Ya-yi     | 7           | 6           |  |  |              |                |              |              |              |  |
|  |             | Dasha Ivanova  | Dasha Ivanova  | 5           | 3           |  |  | 2            | Yang Ya-yi     | 3            | 6            | 4            |  |
|  |             | Ng Man-ying    | Ng Man-ying    | 1           | 2           |  |  | 6            | Sof'ja Lansere | 6            | 4            | 6            |  |
|  | 6           | Sof'ja Lansere | Sof'ja Lansere | 6           | 6           |  |  |              |                |              |              |              |  |

### Sezione 3
|  | Primo turno | Primo turno      | Primo turno      | Primo turno | Primo turno |  |  | Ultimo turno | Ultimo turno     | Ultimo turno | Ultimo turno | Ultimo turno |  |
|  |             |                  |                  |             |             |  |  |              |                  |              |              |              |  |
|  | 3           | Dalila Jakupović | Dalila Jakupović | 6           | 6           |  |  |              |                  |              |              |              |  |
|  | WC          | Lai Ching-laam   | Lai Ching-laam   | 0           | 3           |  |  | 3            | Dalila Jakupović | 6            | 5            | 3            |  |
|  |             | Chao Tsia-yi     | Chao Tsia-yi     | 2           | 2           |  |  | 5            | Daria Saville    | 4            | 7            | 6            |  |
|  | 5           | Daria Saville    | Daria Saville    | 6           | 6           |  |  |              |                  |              |              |              |  |

### Sezione 4
|  | Primo turno | Primo turno     | Primo turno     | Primo turno | Primo turno |  |  | Ultimo turno | Ultimo turno    | Ultimo turno    | Ultimo turno | Ultimo turno |  |
|  |             |                 |                 |             |             |  |  |              |                 |                 |              |              |  |
|  | 4           | Karman Thandi   | 62              | 7           | 2           |  |  |              |                 |                 |              |              |  |
|  |             | Anna Danilina   | 7               | 64          | 6           |  |  |              | Anna Danilina   | Anna Danilina   | 6            | 6            |  |
|  | WC          | Che Sin-yu      | Che Sin-yu      | 1           | 2           |  |  | 8            | Dar'ja Lodikova | Dar'ja Lodikova | 4            | 2            |  |
|  | 8           | Dar'ja Lodikova | Dar'ja Lodikova | 6           | 6           |  |  |              |                 |                 |              |              |  |